# USS Washington (SSN-787)
O USS Washington é um submarino nuclear de ataque operado pela Marinha dos Estados Unidos e a décima quarta embarcação da Classe Virginia. Sua construção começou em novembro de 2014 nos estaleiros da Newport News Shipbuilding na Virgínia e foi lançado ao mar em abril de 2016, sendo comissionado na frota norte-americana em outubro do ano seguinte. É armado com doze lançadores verticais de mísseis e quatro tubos de torpedo de 533 milímetros, tem um deslocamento de quase oito mil toneladas e alcança uma velocidade máxima de 32 nós submerso.